# Muraltia parvifolia
Muraltia parvifolia là một loài thực vật có hoa trong họ Polygalaceae. Loài này được N.E. Br. mô tả khoa học đầu tiên năm 1908.